# Kate Rew
Kate Rew, född 11 september 1970, är en brittisk äventyrare, simmare, journalist och författare som har grundat Outdoor Swimming Society (OSS).

## Biografi
Kate Rew växte upp på landsbygden i Devon, där hon utvecklade ett intresse för “wild swimming” i floden River Culm. Hon utbildade sig senare vid Oxfords universitet.
Rew arbetade för att göra “wild swimming” och “nude swimming” känt. Hon simmade utomhus i sjöar, hav och vattendrag i alla väder, naken, utan våtdräkt och under lång tid även under kalla årstider. Hon arbetade vid sidan om detta som frilansjournalist. Hon skrev för The Guardian, The Times, Evening Standard, Grazia, ELLE och The Sunday Times.
År 2006 grundade hon the Outdoor Swimming Society och hennes bok "Wild Swim" blev en bestseller. Hon deltog i många TV- och radiodokumentärer, exempelvis ett avsnitt av BBC Radio 4-programmen Wilderness journeys, The Diving Venu och tre avsnitt av Coast på BBC TV.
En person som följer hennes tradition är konstnären och filmskaparen Natasha Brooks, mest känd för en film där hon simmar tillsammans med Kate Humble.